# Abu-Muhàmmad Abd-Al·lah ibn Muhàmmad al-Balawí
Abu-Muhàmmad Abd-Al·lah ibn Muhàmmad al-Balawí al-Madiní fou un historiador egipci que va viure al segle x.
Les seves obres s'han perdut totes excepte una, conservada en una còpia, anomenada Sírat Ibn Tulun (Vida d'Ibn Tulun), la font més important per al coneixement d'aquest sobirà d'Egipte, Àhmad ibn Tulun, i d'Egipte i l'Orient Mitjà en el període abbàssida i especialment durant la segona meitat del segle ix.